# 심은경
심은경(1994년 5월 31일 ~ )은 대한민국의 배우이다.

## 연기 경력
심은경은 2006년 드라마 《황진이》에서 극 초반의 인상적인 연기로 주목을 받았고, 이듬해 《태왕사신기》, 《태양의 여자》등의 많은 드라마에서 아역배우로 연기를 인정 받았으며, 2007년 영화 《헨젤과 그레텔》을 통해 스크린에서도 영향력을 넓히기 시작하였다.
2010년 9월, 미국 뉴욕주 뉴욕시에 위치한 프로페셔널 칠드런 스쿨 유학 과정에서 2011년 영화 《써니》, 《로맨틱 헤븐》으로 제48회 대종상 영화제에서 만16살의 나이로 당시 역대 최연소 여우조연상을 수상하였다.
2012년에는 《광해, 왕이 된 남자》 등의 화제작에 출연하여 천만관객 배우가 되었다.
2013년 6월, 유학을 마친 후 성인 역으로 처음 출연한 2014년 영화 《수상한 그녀》를 통해 차세대 20대 배우로서 가능성과 연기력을 인정받은 뒤 일본 만화와 드라마 원작의 드라마 《내일도 칸타빌레》에 캐스팅 되어 열연을 펼쳤다.
또한 《수상한 그녀》로 제23회 부일영화상 여우주연상, 제19회 춘사영화상 여우주연상, 제50회 백상예술대상 영화부문 여자 최우수 연기상 등 다수의 상을 수상하며 배우로서의 연기력을 인정받았다. 특히, 만19세의 나이로 당시 역대 최연소 여우주연상을 수상하였다.
2016년에는 영화 《걷기왕》, 《부산행》, 《로봇, 소리》 등 다수의 영화에 출연하며 활발히 활동하였다.
2019년과 2020년에는 반아베 일본 영화 《신문기자》에서 여자 주인공 요시오카 에리카 역을 맡아 타마 영화제에서 최우수 신인상, 마이니치 영화 콩쿠르에서 여우주연상, 일본 아카데미 시상식에서 최우수 여우주연상을 수상하였으며, 또 다른 일본 영화 《블루아워》로 다카사키 영화제에서 최우수 여우주연상을 수상하며 일본 영화제 4관왕을 기록하였다. 특히, 일본 최고 권위의 영화 시상식인 일본 아카데미 시상식에서 외국인 배우 최초, 26세의 나이로 일본 배우 통틀어 최연소 최우수 여우주연상을 수상하였다. 한국 배우가 일본 영화에 출연해 영화제를 휩쓴 건 심은경이 처음이다.

## 필모그래피

### 영화
| 연도 | 제목                    | 역할                             | 참고            |
| ---- | ----------------------- | -------------------------------- | --------------- |
| 2004 | 도마 안중근             | 안중근 딸                        | 단역            |
| 2007 | 헨젤과 그레텔           | 영희                             |                 |
| 2009 | 불신지옥                | 소진                             |                 |
| 2010 | 반가운 살인자           | 김하린                           |                 |
| 2010 | 퀴즈왕                  | 김여나                           |                 |
| 2010 | 지상의 밤               |                                  | 단편 영화       |
| 2011 | 지구대표 롤링 스타즈    | 수지 (목소리)                    | 애니메이션 영화 |
| 2011 | 로맨틱 헤븐             | 소녀 김분                        |                 |
| 2011 | 써니                    | 어린 임나미                      |                 |
| 2012 | 서태지 8집:398일의 기록 | 내레이션                         | 다큐멘터리 영화 |
| 2012 | 광해, 왕이 된 남자      | 사월이                           |                 |
| 2014 | 수상한 그녀             | 오두리                           |                 |
| 2016 | 로봇, 소리              | 소리 (목소리)                    |                 |
| 2016 | 널 기다리며             | 남희주                           |                 |
| 2016 | 부산행                  | 가출소녀                         | 특별출연        |
| 2016 | 서울역                  | 혜선 (목소리)                    | [ 10 ]          |
| 2016 | 걷기왕                  | 만복                             |                 |
| 2017 | 조작된 도시             | 윤여울                           |                 |
| 2017 | 특별시민                | 박경                             |                 |
| 2018 | 염력                    | 신루미                           |                 |
| 2018 | 궁합                    | 송화옹주                         |                 |
| 2019 | 신문기자                | 요시오카 에리카                  | 일본 영화       |
| 2020 | 가공OL일기              | 김소연                           | 일본 영화       |
| 2020 | 블루 아워               | 키요우라 아사미                  | 일본 영화       |
| 2021 | 동백정원                | 나기사                           | 일본 영화       |
| 2022 | 7인의 비서 The Movie    | 박사랑                           | 일본 영화       |
| 2024 | 더 킬러스               | 주은 / 소민 / 잡지 모델 / 선샤인 |                 |
| 2025 | 여행과 나날             | 이                               |                 |

### 드라마
| 연도      | 방송사 | 제목                       | 역할          | 비고     |
| --------- | ------ | -------------------------- | ------------- | -------- |
| 2003~2004 | MBC    | 대장금                     | 생각시        | 단역     |
| 2004      | MBC    | 결혼하고 싶은 여자         | 어린 이신영   |          |
| 2004      | SBS    | 장길산                     | 어린 봉순     |          |
| 2004~2005 | MBC    | 단팥빵                     | 어린 한가란   |          |
| 2004~2005 | KBS2   | 해신                       |               | 단역     |
| 2005      | SBS    | 그 여름의 태풍             | 어린 강수민   |          |
| 2005      | KBS2   | 드라마시티 - 도깨비가 있다 | 지원          | 단막극   |
| 2005      | SBS    | 사랑한다 웬수야            | 김가람        |          |
| 2005      | MBC    | 비밀남녀                   |               | 단역     |
| 2005      | SBS    | 프라하의 연인              | 한글교실 학생 | 단역     |
| 2005~2006 | KBS2   | 641 가족                   | 진달래        |          |
| 2006      | KBS2   | 드라마시티 - 꽃님이        | 꽃님이        | 단막극   |
| 2006      | KBS2   | 황진이                     | 어린 황진이   |          |
| 2006      | KBS2   | 봄의 왈츠                  | 어린 송이나   |          |
| 2007      | MBC    | 태왕사신기                 | 어린 수지니   |          |
| 2008      | KBS2   | 태양의 여자                | 어린 신도영   |          |
| 2009      | KBS2   | 경숙이, 경숙 아버지        | 조경숙        |          |
| 2009      | MBC    | 태희 혜교 지현이           | 심은경        |          |
| 2010      | KBS1   | 거상 김만덕                | 어린 김만덕   |          |
| 2010      | SBS    | 나쁜 남자                  | 문원인        |          |
| 2014      | KBS2   | 내일도 칸타빌레            | 설내일        |          |
| 2020      | tvN    | 머니게임                   | 이혜준        |          |
| 2023      | WAVVE  | 박하경 여행기              | 이진솔        |          |
| 2025      | TVING  | 내가 죽기 일주일 전        | 영현          | 특별출연 |

## 연기 외 활동

### 방송
| 연도 | 방송사 | 제목                               | 역할                   | 비고                        |
| ---- | ------ | ---------------------------------- | ---------------------- | --------------------------- |
| 2009 | 빈칸   | 제11회 서울국제청소년영화제 폐막식 | MC(박성웅과 공동 진행) | 2009.07.15                  |
| 2014 | SBS    | 일요일이 좋다 - 런닝맨             | 게스트 출연            | 186회 (2014.02.23 방송분)   |
| 2016 | 빈칸   | French Pianism with Dance＆Poem    | 내레이션               | 2016. 10. 21, 페리지홀 공연 |

### 음반
| 연도 | 노래          | 수록 음반                                              |
| ---- | ------------- | ------------------------------------------------------ |
| 2010 | "Fly High"    | 김동욱, 심은경 - (‘반가운 살인자’ OST)                 |
| 2014 | "나성에 가면" | 심은경 - (‘수상한 그녀’ OST)                           |
| 2014 | "하얀 나비"   | 심은경 - (‘수상한 그녀’ OST)                           |
| 2014 | "한번 더"     | 심은경 - (‘수상한 그녀’ OST)                           |
| 2014 | "빗물"        | 심은경 - (‘수상한 그녀’ OST)                           |
| 2014 | "나성에 가면" | 심은경, 장미여관 - (‘수상한 그녀’ 스페셜 콜라보레이션) |
| 2016 | "엔딩송"      | 심은경 - (‘걷기왕’ OST)                                |

### 광고
| 연도 | 기업명            | 제품명          | 종류       | 공동 출연    |
| ---- | ----------------- | --------------- | ---------- | ------------ |
| 2006 | CJ백설            | 밥이랑          | 식품       |              |
| 2008 | KTF               | SHOW 서태지폰   | 통신사     | 서태지       |
| 2008 | KTF               | SHOW 쇼알요금제 | 통신사     | 김범         |
| 2011 | 농심              | 수미칩          | 스낵       |              |
| 2014 | 롯데쇼핑          | 롯데하이마트    | 종합가전몰 | 조정석       |
| 2017 | 기아자동차        | ALL NEW 모닝    | 자동차     | 진경, 박정민 |
| 2017 | (주)에이블씨앤씨  | 미샤            | 화장품     |              |
| 2025 | 삼성전자 비스포크 | 냉장고          |            |              |

## 홍보대사
| 연도 | 홍보대사명                                       |
| ---- | ------------------------------------------------ |
| 2008 | 제1회 10대 여성 축제 홍보대사                    |
| 2009 | 제11회 서울국제청소년영화제 홍보대사             |
| 2014 | 제18회 부천국제판타스틱영화제 피판(PiFan) 레이디 |

## 수상 및 후보
| 연도   | 시상식                        | 부문 | 작품                | 결과 | 출처   |
| ------ | ----------------------------- | --- | ------------------- | ---- | ------ |
| 2006   | KBS 연기대상                  | 여자 청소년연기상 | 황진이              | 수상 |        |
| 2008   | KBS 연기대상                  | 여자 청소년연기상 | 태양의 여자         | 수상 |        |
| 2009   | KBS 연기대상                  | 여자 청소년연기상 | 경숙이, 경숙 아버지 | 후보 |        |
| 2010   | 제47회 대종상                 | 신인여우상 | 반가운 살인자       | 후보 |        |
| 2010   | 제31회 청룡영화제             | 신인여우상 | 퀴즈왕              | 후보 |        |
| 2011   | 제47회 백상예술대상           | 영화부문 여자 신인연기상 | 반가운 살인자       | 후보 |        |
| 2011   | 제48회 대종상                 | 여우조연상 | 로맨틱 헤븐         | 수상 | [ 14 ] |
| 2012   | 제48회 백상예술대상           | 영화부문 여자 최우수연기상 | 써니                | 후보 |        |
| 2014   | 제19회 춘사영화상             | '여우주연상' | 수상한 그녀         | 수상 | [ 15 ] |
| 2014   | 제50회 백상예술대상           | '영화부문 여자 최우수연기상' | 수상한 그녀         | 수상 | [ 16 ] |
| 2014   | 제18회 부천국제판타스틱영화제 | 판타지아 어워드 | 빈칸                | 수상 | [ 17 ] |
| 2014   | 제14회 디렉터스 컷 시상식     | 올해의 여자연기자상 | 수상한 그녀         | 수상 |        |
| 2014   | 제10회 제천국제음악영화제     | 음악영화 여자배우상 | 수상한 그녀         | 수상 | [ 18 ] |
| 2014   | 제23회 부일영화상             | '여우주연상' | 수상한 그녀         | 수상 | [ 19 ] |
| 2014   | 제51회 대종상                 | 여우주연상 | 수상한 그녀         | 후보 |        |
| 2014   | 제35회 청룡영화상             | 여우주연상 | 수상한 그녀         | 후보 |        |
| 2014   | 제1회 한국영화제작가협회상    | 여우주연상 | 수상한 그녀         | 수상 |        |
| 2014   | KBS 연기대상                  | 미니시리즈부문 여자 우수연기상 | 내일도 칸타빌레     | 후보 |        |
| 2015   | 제3회 드라마피버 어워즈       | 베스트 커플상 (with 주원) | 내일도 칸타빌레     | 후보 |        |
| 2015   | 제10회 맥스무비 최고의 영화상 | 최고의 여자조연배우상 | 수상한 그녀         | 후보 |        |
| 2015   | 제10회 맥스무비 최고의 영화상 | 최고의 여자배우상 | 수상한 그녀         | 후보 |        |
| 2016   | 제53회 대종상                 | 여우주연상 | 널 기다리며         | 후보 |        |
| 2017   | tvN Movies Awards             | 가장 기대되는 배우상 | 빈칸                | 수상 |        |
| 2019   | 제29회 타마 영화제            | 최우수 신인배우상 | 신문기자            | 수상 | [ 20 ] |
| 2020   | 제74회 마이니치 영화 콩쿠르   | 여우주연상 | 신문기자            | 수상 | [ 21 ] |
| 2020   | 제74회 마이니치 영화 콩쿠르   | 여우조연상 | 블루 아워           | 후보 |        |
| 2020   | 제43회 일본 아카데미 시상식   | 최우수 여우주연상 | 신문기자            | 수상 | [ 22 ] |
| 2020   | 제34회 다카사키 영화제        | 최우수 여우주연상 | 블루 아워           | 수상 | [ 23 ] |
| 2025년 | 여자 성인 연기대상            | 제42회 독수리 5형제를 부탁해! 강수는 미애가 친모임을 알게 되며 혼란에 빠진다. 천수는 두 번째 이혼 확인 기일을 앞 두고 아내가 나타나지 않을까 영 불안하다. 한편 동석은 장모, 광숙과의 식사 자리를 마련하는데. 장모는 동석이 자리를 비운 틈에 광숙에게 폭탄 발언을 한다. |                     |      |        |

## 이모저모
- 2004년 드라마 《단팥빵》에서 최강희의 유년시절 대역으로 출연한 적이 있는데, 이 당시 그녀가 나왔던 장면에서 헤드라인으로 떴던 태풍기사와 그 장면의 상황이 절묘하게 맞아떨어졌다고 해서 '헥토파스칼 킥'이라 불리는 장면은 후일 끊임없이 자주 회자되고 있다.